# Associazione Calcio San Donà 1950-1951
Questa voce raccoglie le informazioni riguardanti l'Associazione Calcio San Donà nelle competizioni ufficiali della stagione 1950-1951.

## Rosa
| N. |                   | Ruolo | Calciatore          |
| -- | ----------------- | ----- | ------------------- |
|    | Italia (bandiera) | D     | Zeno Angelico       |
|    | Italia (bandiera) | C     | Enrico Auletta      |
|    | Italia (bandiera) | A     | Gaetano Auletta     |
|    | Italia (bandiera) | P     | Giampaolo Biason    |
|    | Italia (bandiera) | A     | Giovanni Bincoletto |
|    | Italia (bandiera) | A     | Giovanni Bregantin  |
|    | Italia (bandiera) | C     | Rino Carlini        |
|    | Italia (bandiera) | P     | Luciano Dalla Villa |
|    | Italia (bandiera) | C     | Mario De Carlo      |
|    | Italia (bandiera) | A     | Renato De Paulis    |
|    | Italia (bandiera) | A     | Ottavio Dreossi     |

| N. |                   | Ruolo | Calciatore         |
| -- | ----------------- | ----- | ------------------ |
|    | Italia (bandiera) | C     | Dino Finotto       |
|    | Italia (bandiera) | D     | Lionello Lepre     |
|    | Italia (bandiera) | A     | Sergio Mion        |
|    | Italia (bandiera) | D     | Alessandro Momesso |
|    | Italia (bandiera) | D     | Ferdinando Mucelli |
|    | Italia (bandiera) | D     | Fioretto Peresani  |
|    | Italia (bandiera) | P     | Silla Sandrin      |
|    | Italia (bandiera) | D     | Gianfranco Saro    |
|    | Italia (bandiera) | D     | Antonio Spadola    |
|    | Italia (bandiera) | D     | Aldo Tonon         |
|    | Italia (bandiera) | C     | Walter Tosetto     |